# Alavus
Alavus este o comună din Finlanda.